# Monastère de Sumela
L'ancien monastère de Sumela (Panagia Sumela, en grec moderne : Παναγία Σουμελά, en turc : Sümela Manastırı) se situe au pied d'une falaise abrupte face à la vallée de l'Altındere dans la région de Maçka dans la province de Trébizonde en Turquie. Il s'agit d'une attraction touristique majeure du parc national d'Altındere. Il se situe à une altitude d'environ 1 200 m dominant une grande partie du paysage alpestre environnant.  

## Histoire

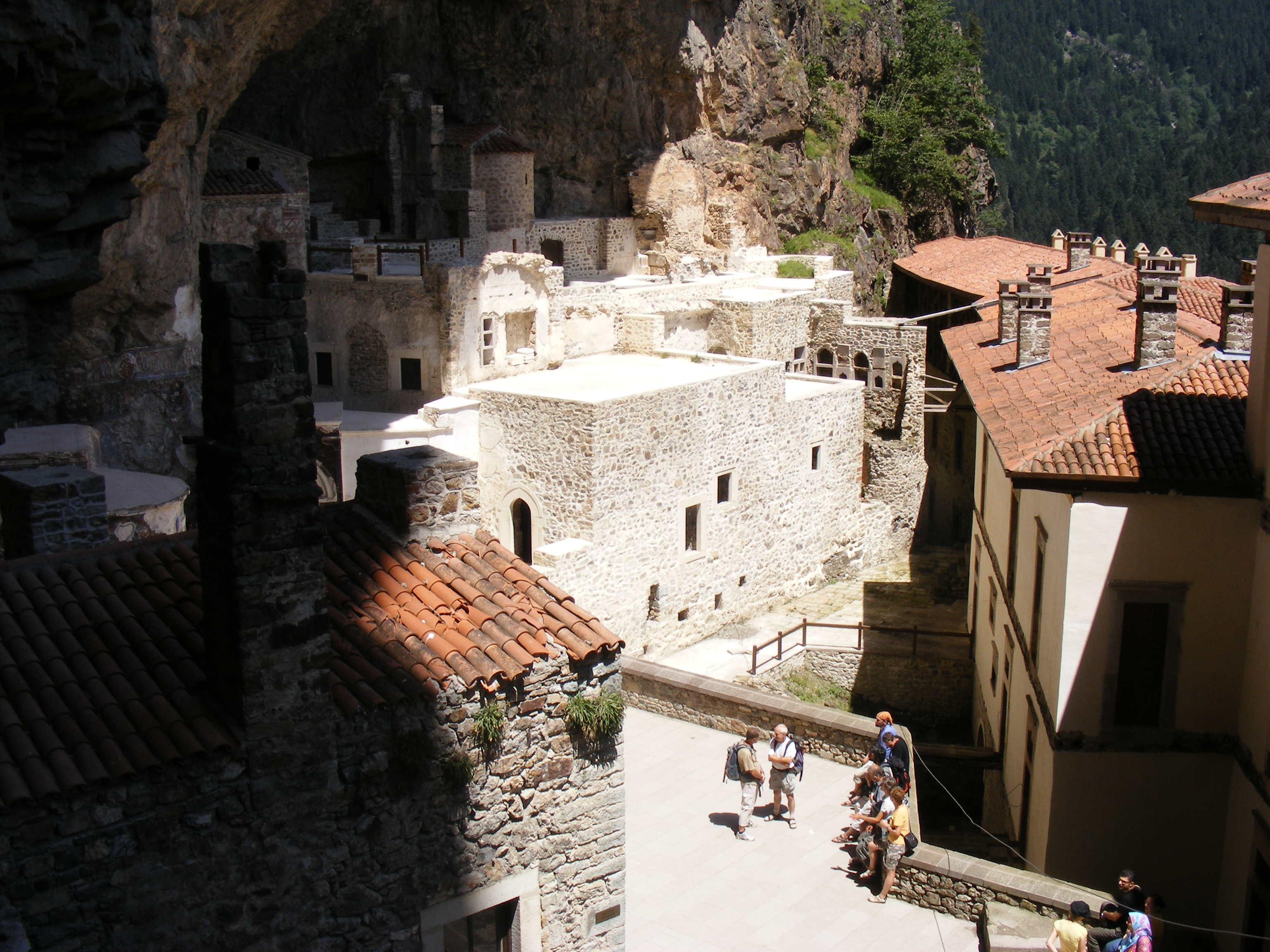
L'intérieur du monastère

Selon la tradition locale, le monastère est fondé durant l'année 386 (pendant le règne de l'empereur Théodose Ier) par deux moines grecs de Colchide (Géorgie), Barnabas et Sophronios. La légende affirme que les prêtres ont découvert une icône de la Vierge Marie dans une caverne sur la montagne et ont décidé de s'y établir pour construire un monastère. 
Pendant sa longue histoire, le monastère a été plusieurs fois ruiné, puis rénové par différents empereurs ; au VIe siècle notamment, il est rénové et agrandi par le général Bélisaire à la demande de l'empereur Justinien. 
Il prend sa forme actuelle au XIIIe siècle à son apogée durant le règne d'Alexis III (1349-1390) de la dynastie des Comnènes de l'empire de Trébizonde (séparé du reste de l'Empire byzantin lors de la destruction de celui-ci par la quatrième croisade en 1204). À cette époque lui est accordé une rente annuelle sur les fonds impériaux. Pendant le règne de Manuel III, le fils d'Alexis III, et les règnes des princes suivants, Sumela gagne de nouvelles concessions impériales et davantage de richesses.  
Après la conquête par le sultan ottoman Mehmed II en 1461, sa protection est accordée par ordre du sultan, des droits et privilèges lui sont garantis, renouvelés par les sultans successifs. Les hospodars des monarchies orthodoxes vassales du Sultan lui font des dons, les moines et voyageurs continuent à y demeurer et le monastère reste une étape extrêmement populaire jusqu'au XIXe siècle. En 1860 encore, le monastère est agrandi.
Il doit être finalement abandonné en 1923, à la suite des échanges de population entre la Grèce et la Turquie après le traité de Lausanne. Le gouvernement turc le laisse  tomber ensuite en ruines et tout ce qui n'a pas été emporté est pillé. Les fresques sont recouvertes de chaux et non pas grattées, ce qui les a préservées.
Depuis 2000, le gouvernement turc entreprend des travaux, nécessaires à la restauration du site, devenu une attraction touristique du Pont en raison de sa situation spectaculaire donnant sur les forêts et cours d'eau environnants, qui le rend extrêmement populaire pour la beauté des paysages autant que pour son intérêt culturel et historique. La chaux est enlevée et les fresques sont à nouveau visibles. Le site est proposé la même année pour une inscription au patrimoine mondial et figure sur la « liste indicative » de l’UNESCO dans la catégorie patrimoine culturel.

## Architecture et peinture

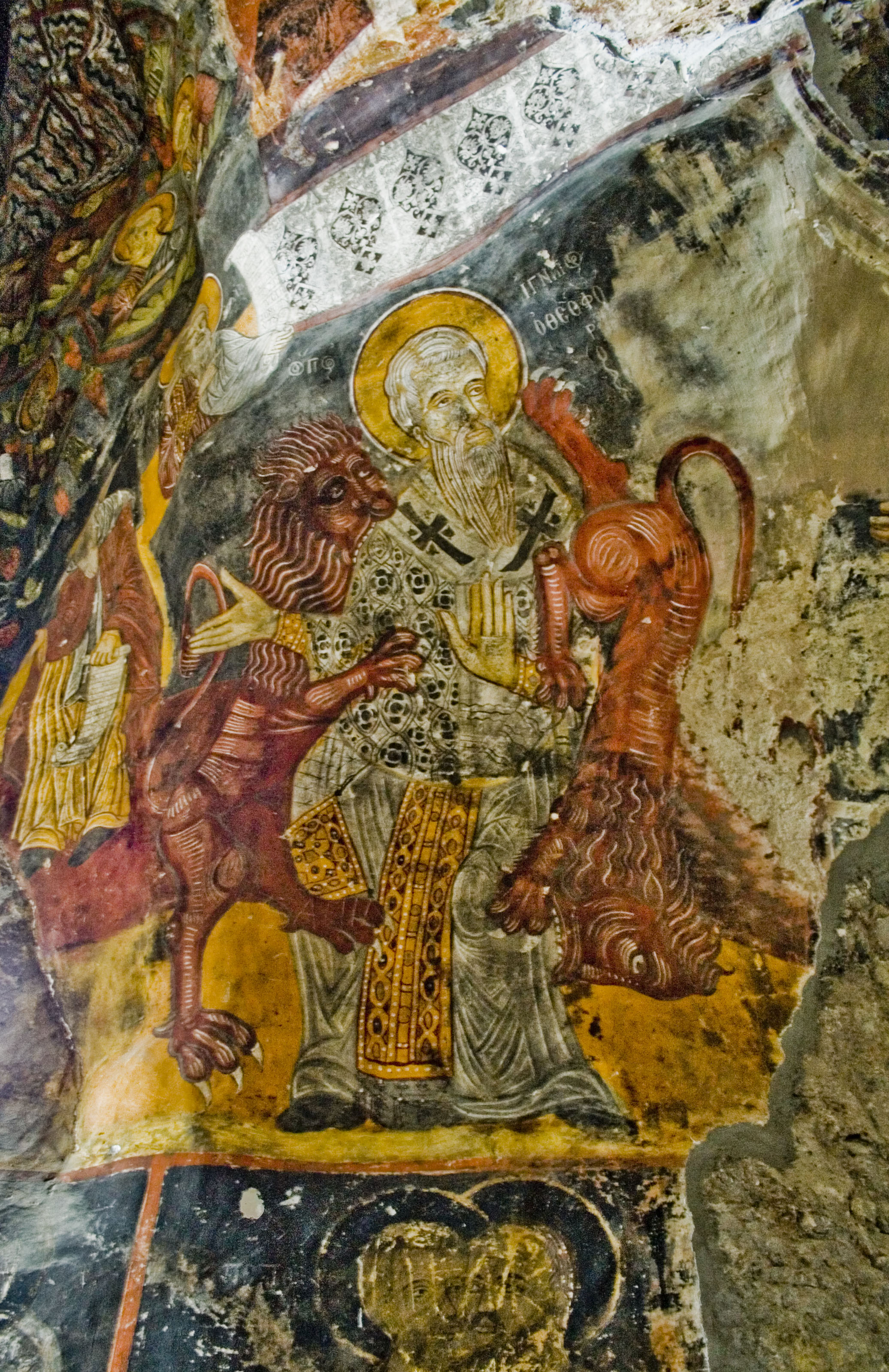
Fresques du monastère de Sumela

Les éléments principaux du complexe monastique sont l'église rupestre et plusieurs chapelles décorées de fresques, des cuisines, des chambres d'étude, une auberge, une bibliothèque et une source sacrée vénérée par les chrétiens orthodoxes. Ce complexe recouvre une aire très vaste.
Les fresques de la période d'Alexis III peuvent être vues sur le mur intérieur de l'église faisant face à la cour. Les fresques de la chapelle qui ont été peintes sur trois niveaux durant trois périodes différentes sont datées du début du XVIIIe siècle. Les autres fresques du monastère de Sumela, montrant des scènes bibliques illustrant l'histoire du Christ et de la Vierge Marie, ont été gravement endommagées par les intempéries et le vandalisme durant la période d'abandon du site (1923-1999). Un nouvel épisode de vandalisme se produit en 2020,.
Le grand aqueduc à l'entrée, qui fournissait l'eau au monastère, est construit à flanc de falaise. L'aqueduc possède de nombreuses arches qui sont maintenant restaurées pour la plupart. 
On accède à l'entrée du monastère par un long et étroit escalier. Des pièces de gardes sont situées à côté de l'entrée. Les escaliers mènent ensuite à la cour intérieure.  Du côté gauche, devant la caverne, qui constitue le centre du monastère et qui a été transformée en église, il y a plusieurs bâtiments du monastère. La bibliothèque est située sur la droite.
Le grand bâtiment avec un balcon sur la partie avant de la falaise a été employé pour les cellules des moines et comme auberge. Il date de 1860. 
On peut observer l'influence de l'art turc dans la conception des compartiments, des niches et de la cheminée dans les chambres des bâtiments entourant la cour.

## Filiation du monastère de Sumela

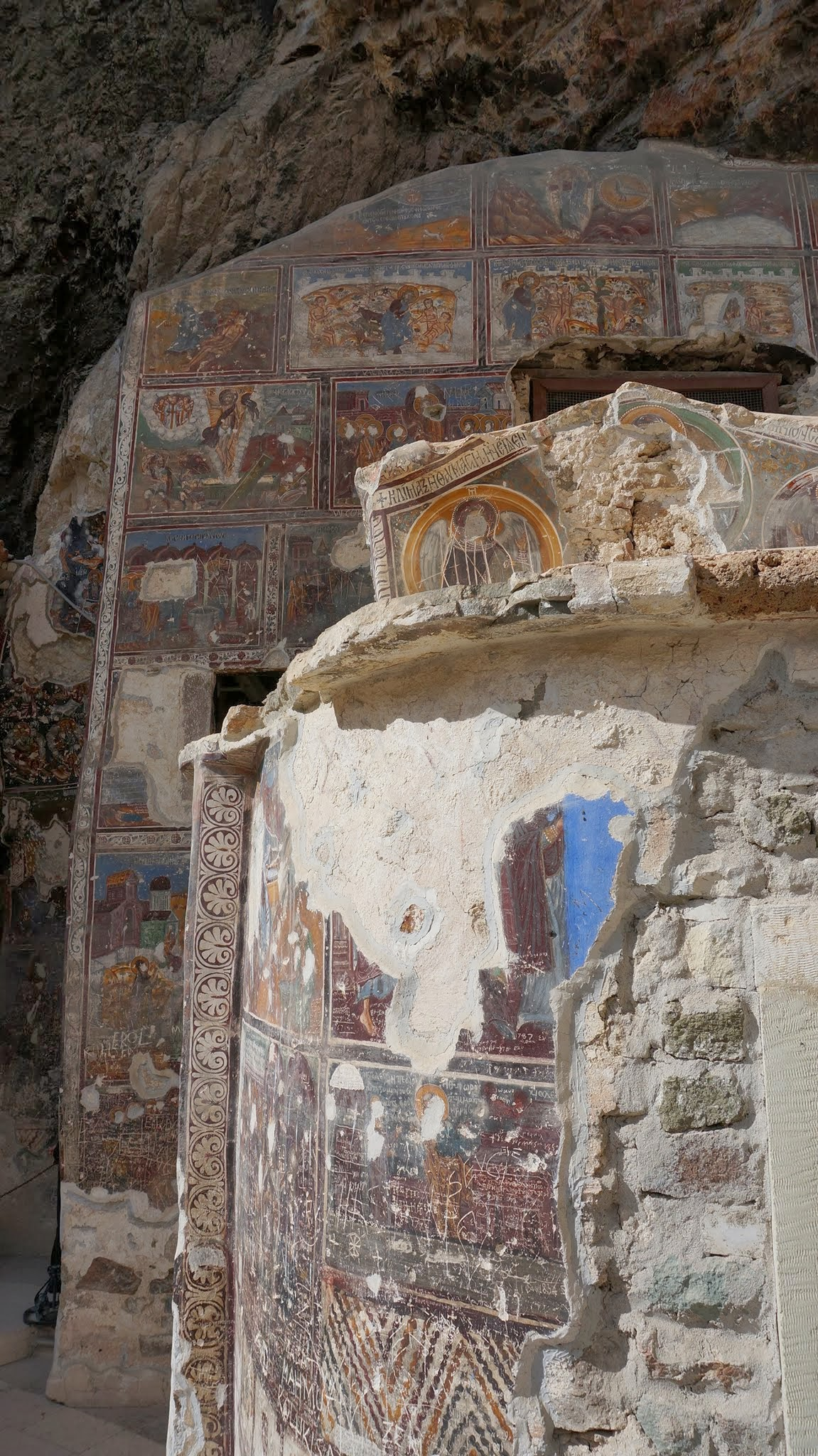
Fresques du monastère de Sumela

Après avoir été en partie chassées de leur région durant la guerre gréco-turque (1919-1922), les communautés orthodoxes Pontiques furent expulsées au traité de Lausanne. Elles se réfugièrent en Grèce où elles établirent sur le mont Vermion, en Macédoine grecque, trois monastères reprenant le nom et la tradition des monastères abandonnés dans leur région d'origine : Sumela, mais aussi Vazelon et Saint-Georges Peristereota. Le plus important et le plus symbolique de ces monastères pour la communauté pontique est bien celui de Sumela, dont l'avatar macédonien inauguré, à l'instigation de Philon Ktenidis (1889-1963), en août 1952, se trouve dans la localité de Kastania dans le dème de Véria ; l'icône de la Vierge de Sumela, sauvée en 1923, y a été installée.

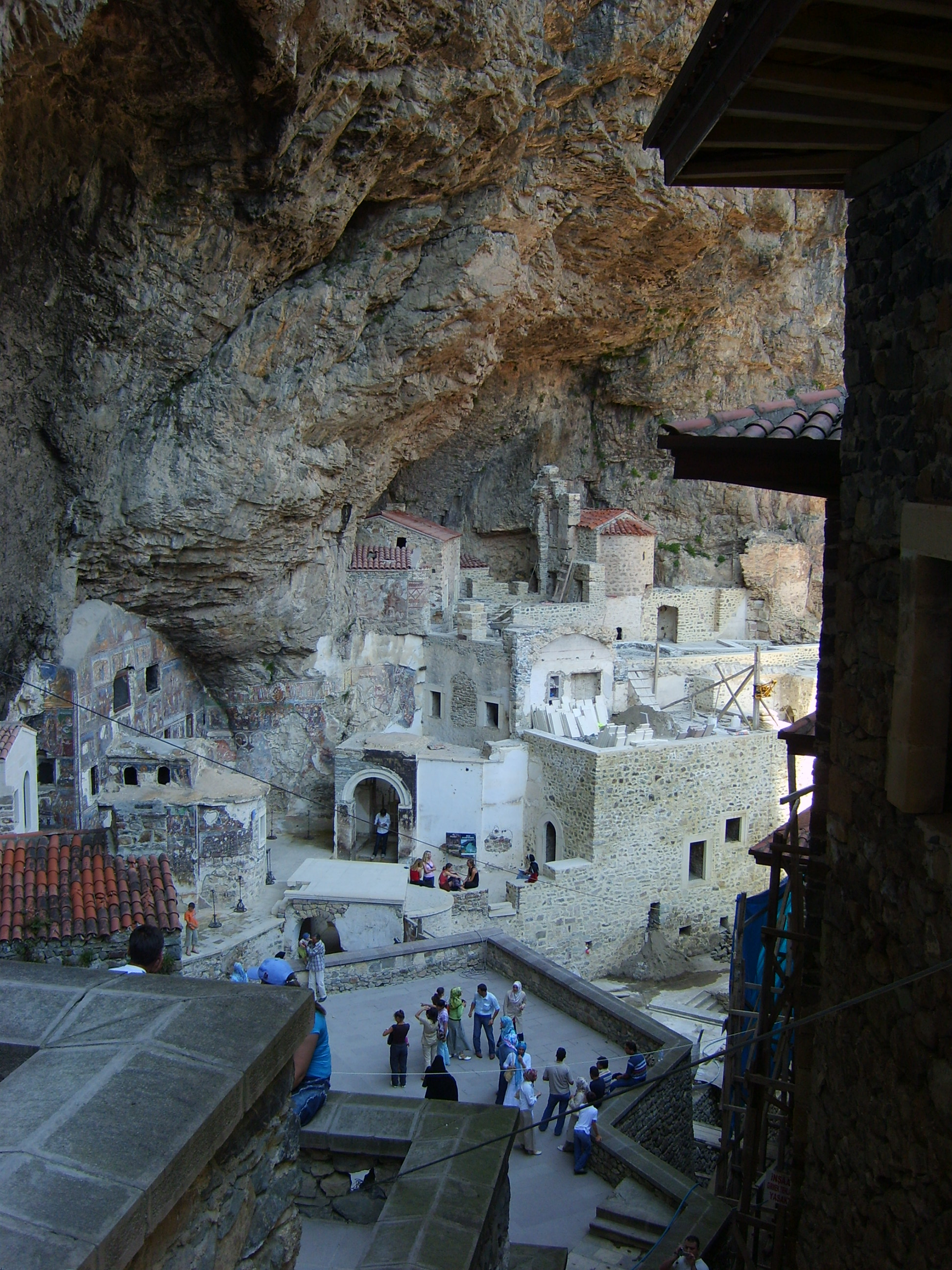
Une des parties situées sous la voûte de la grotte.

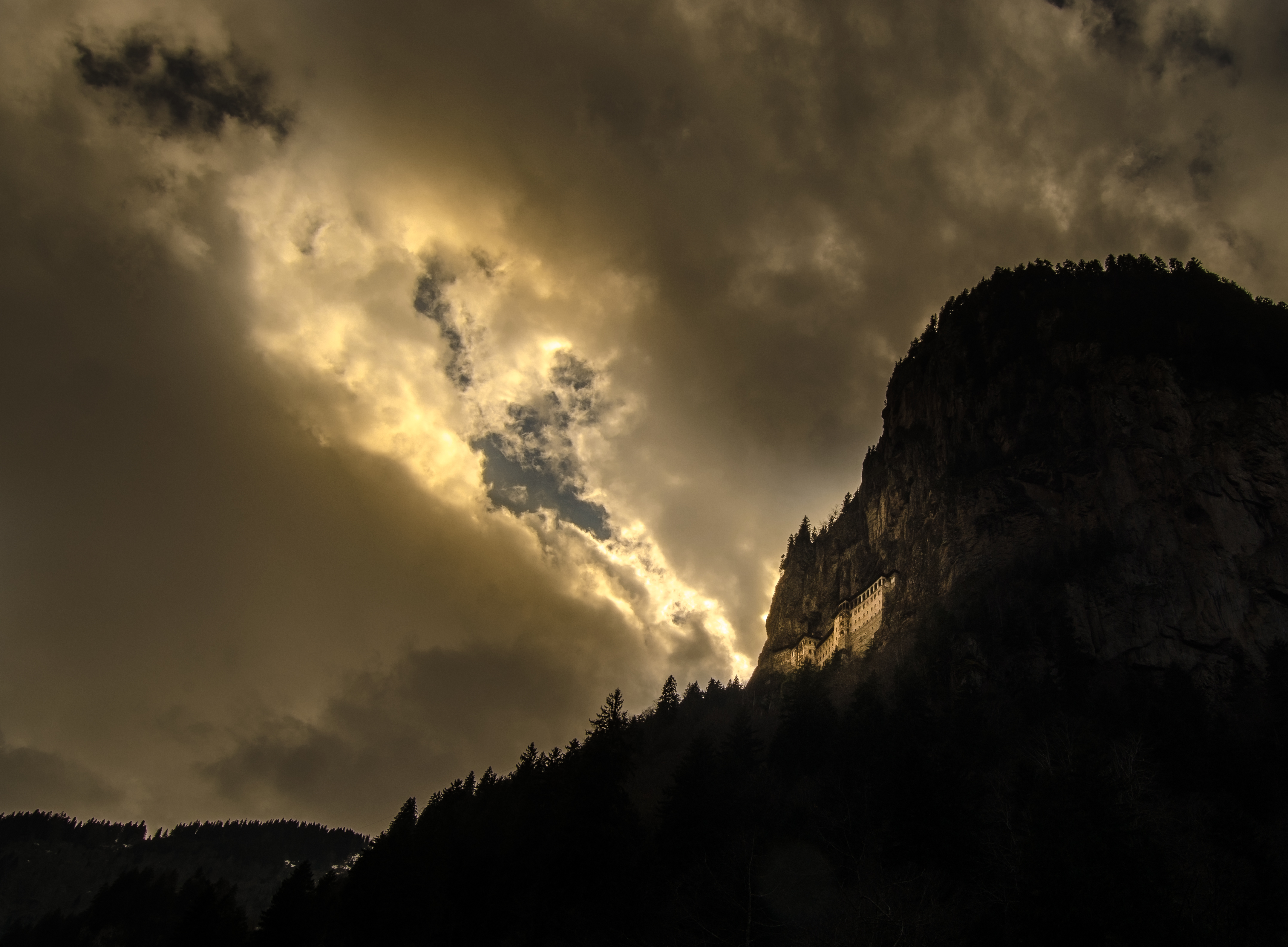
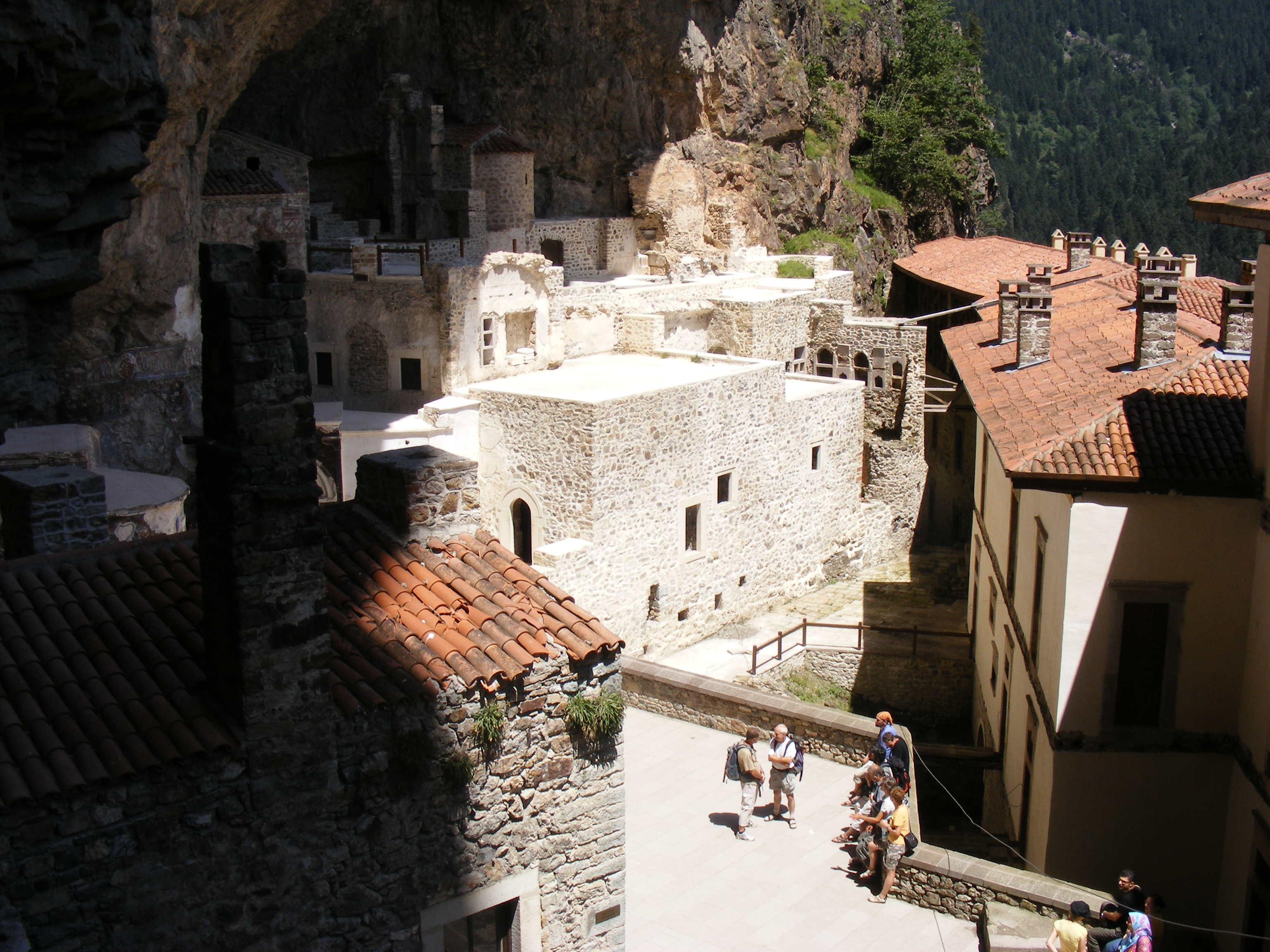
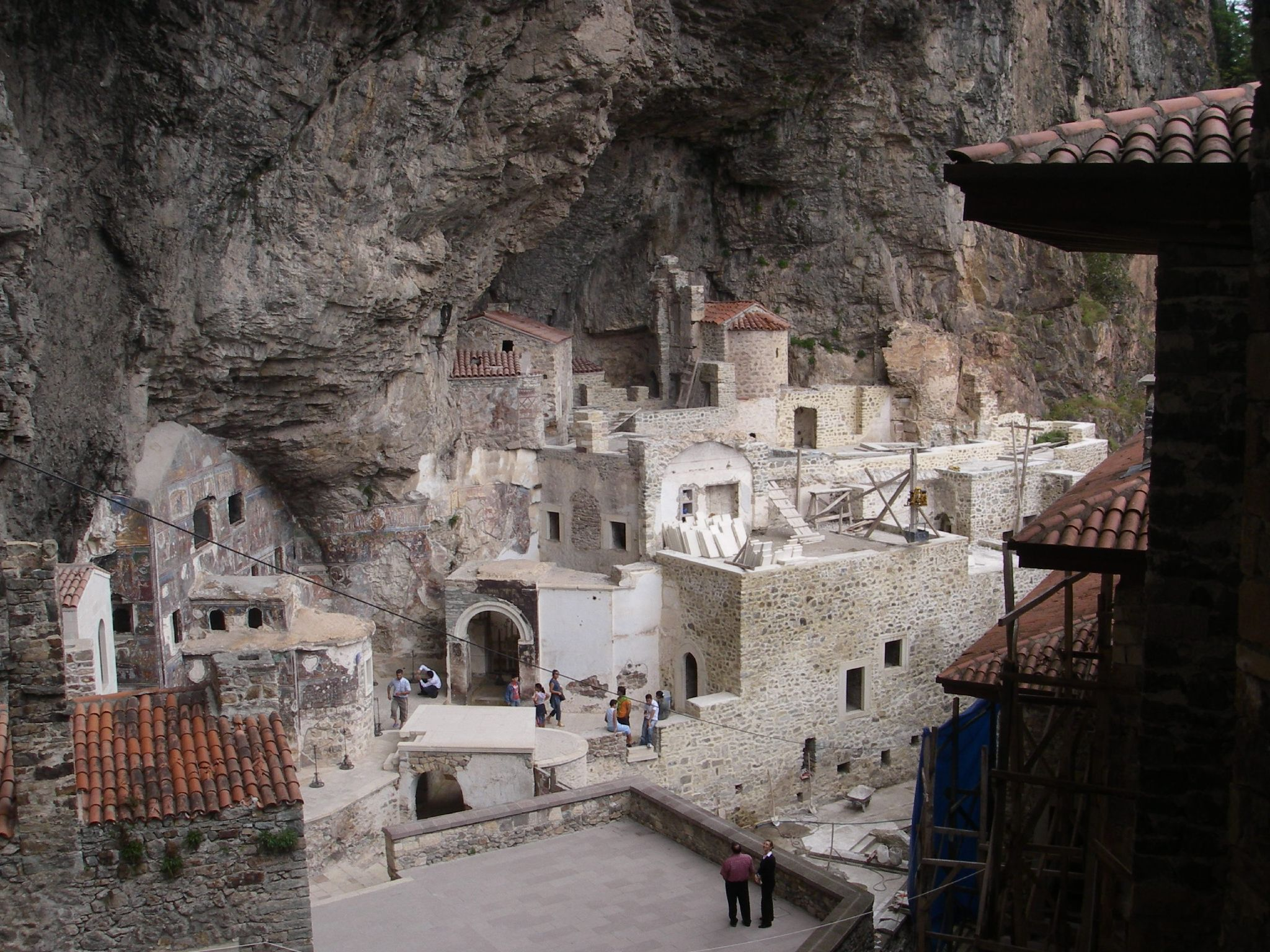
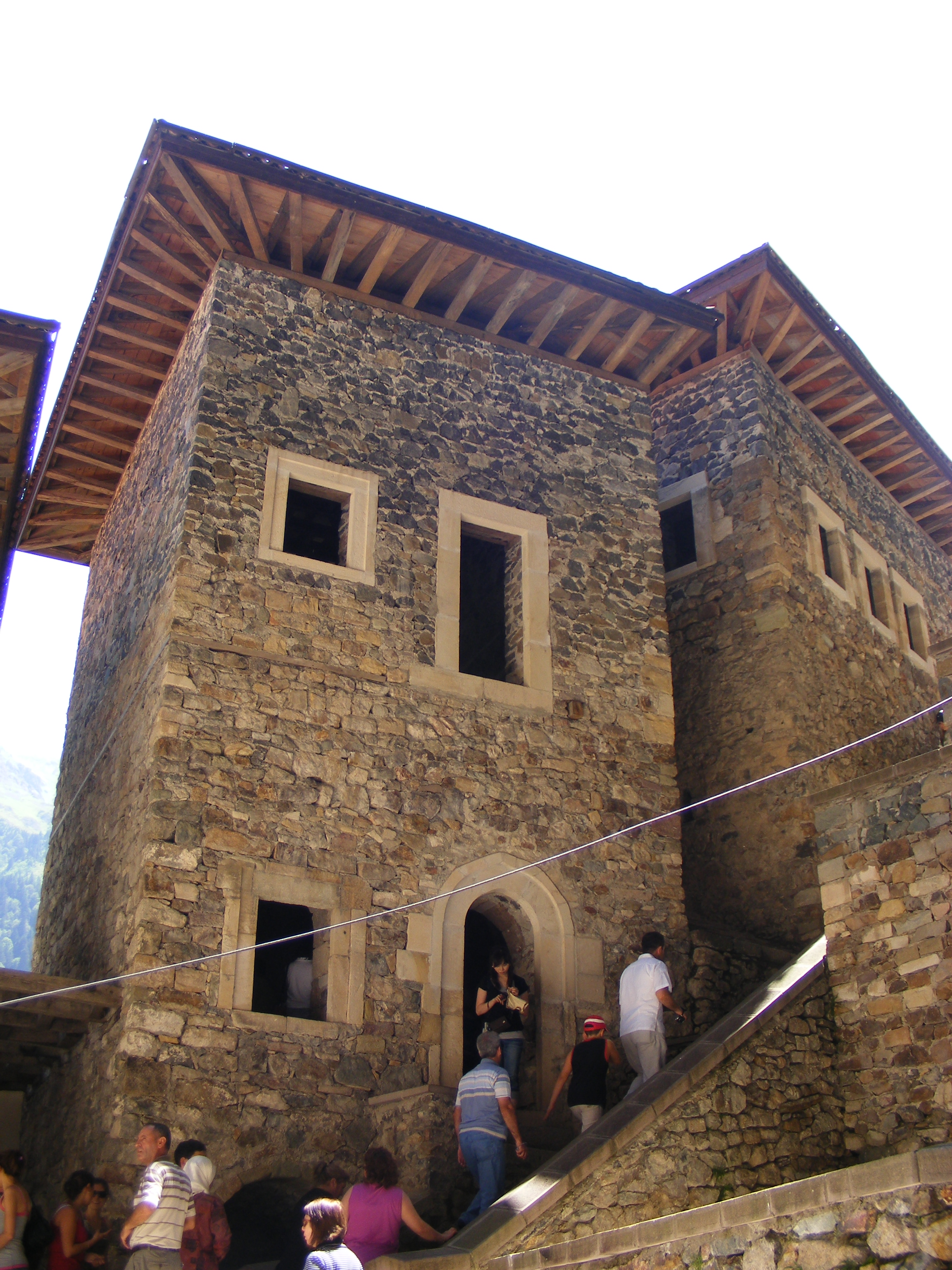
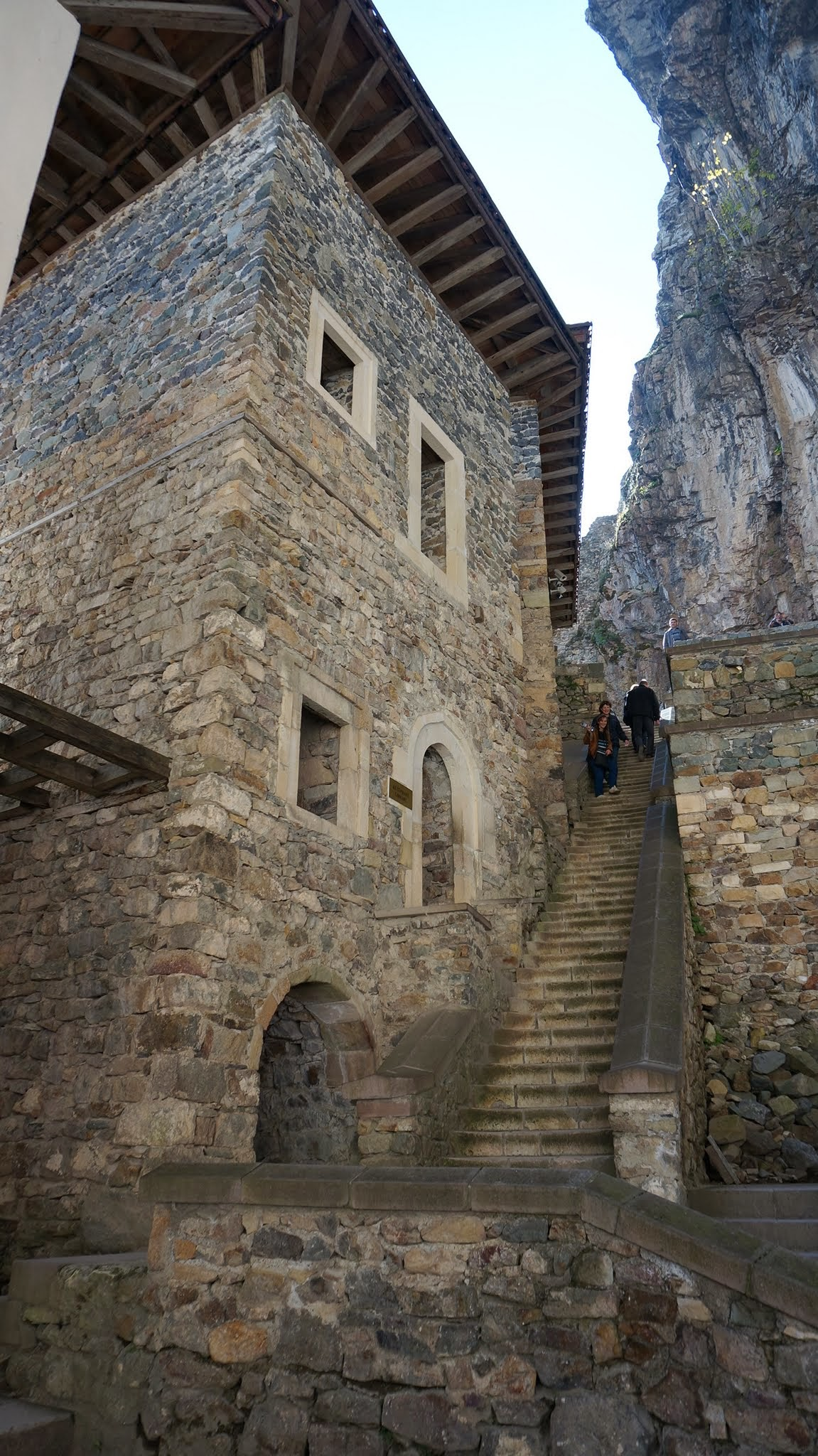
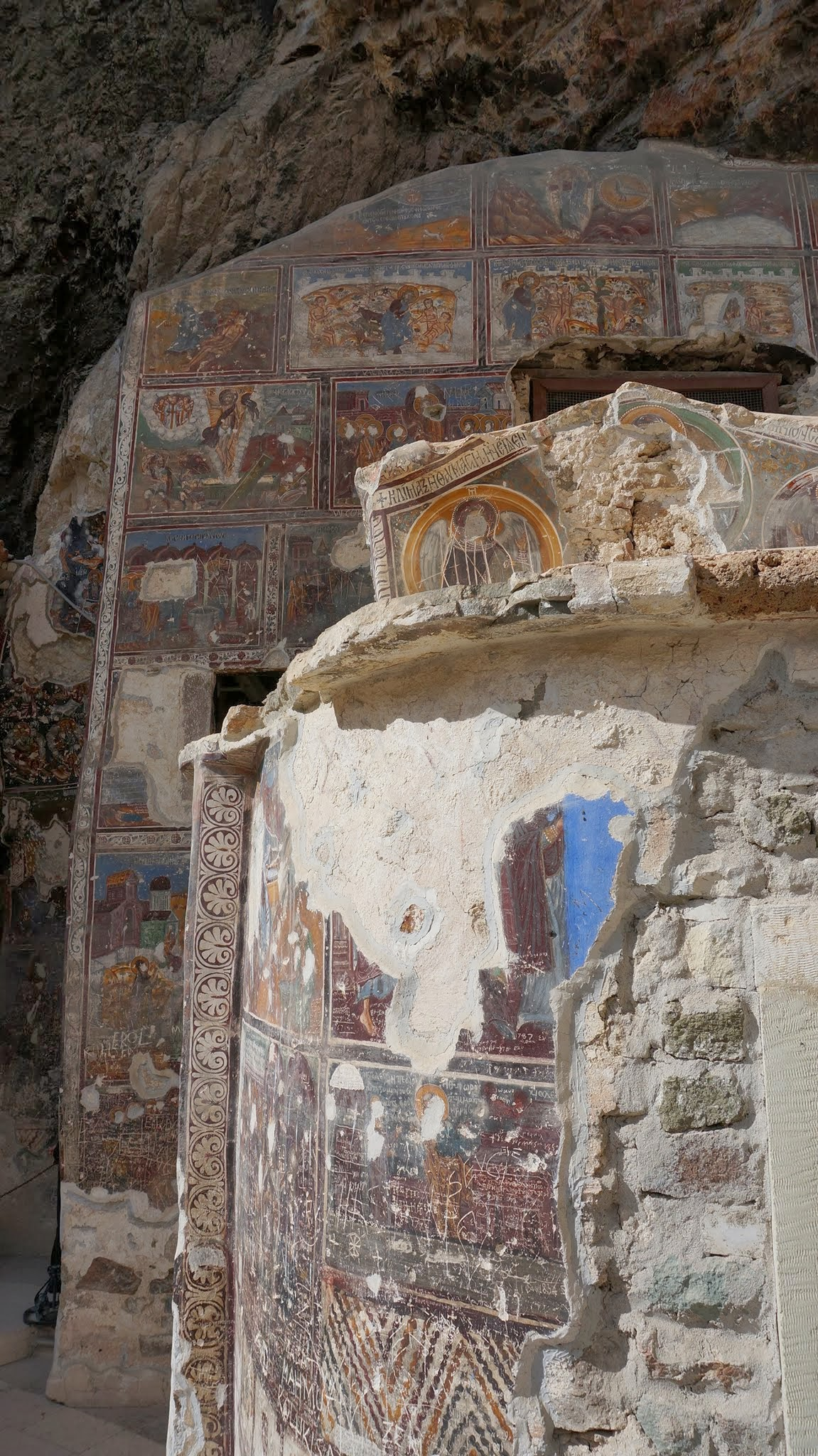
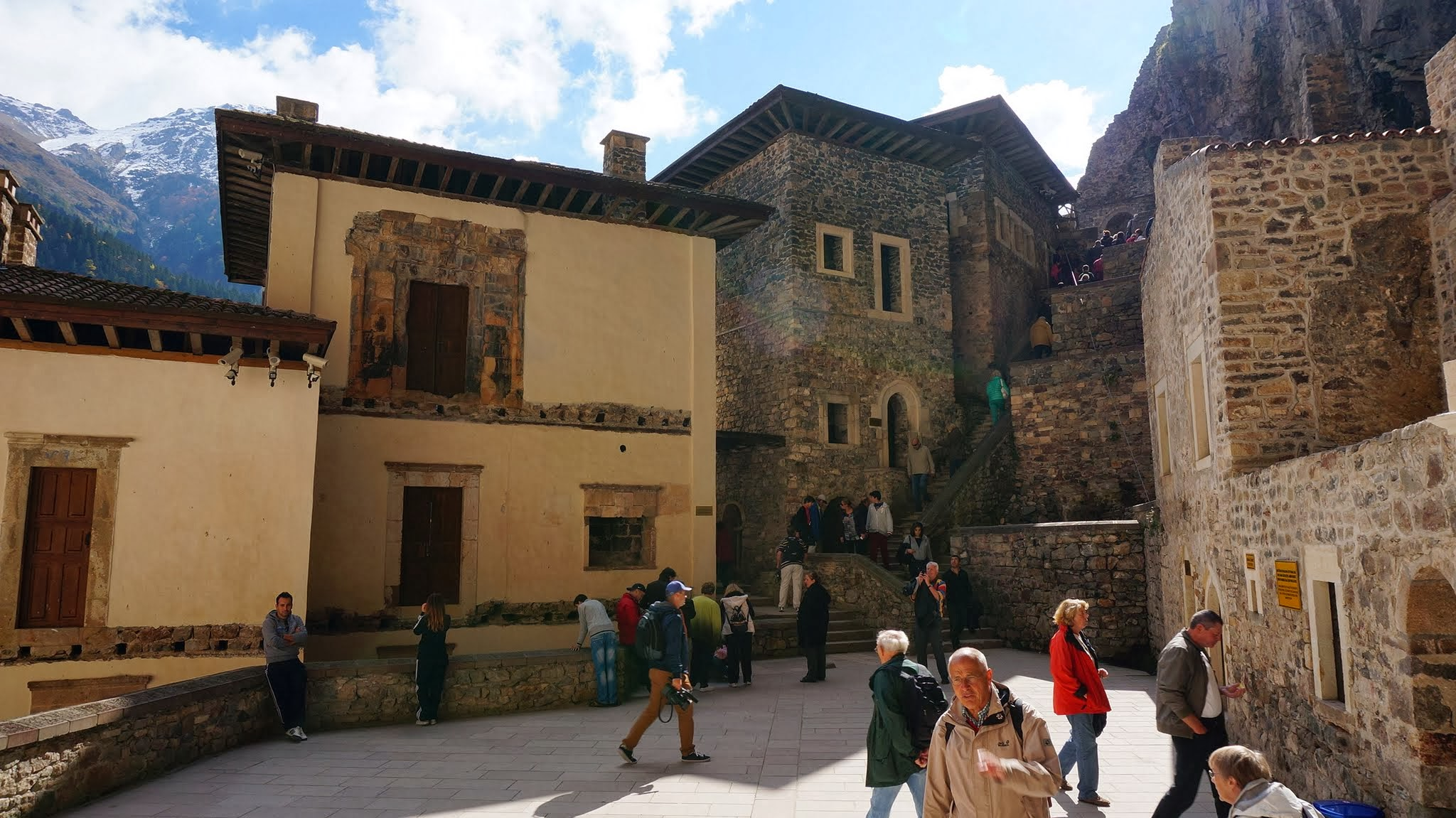
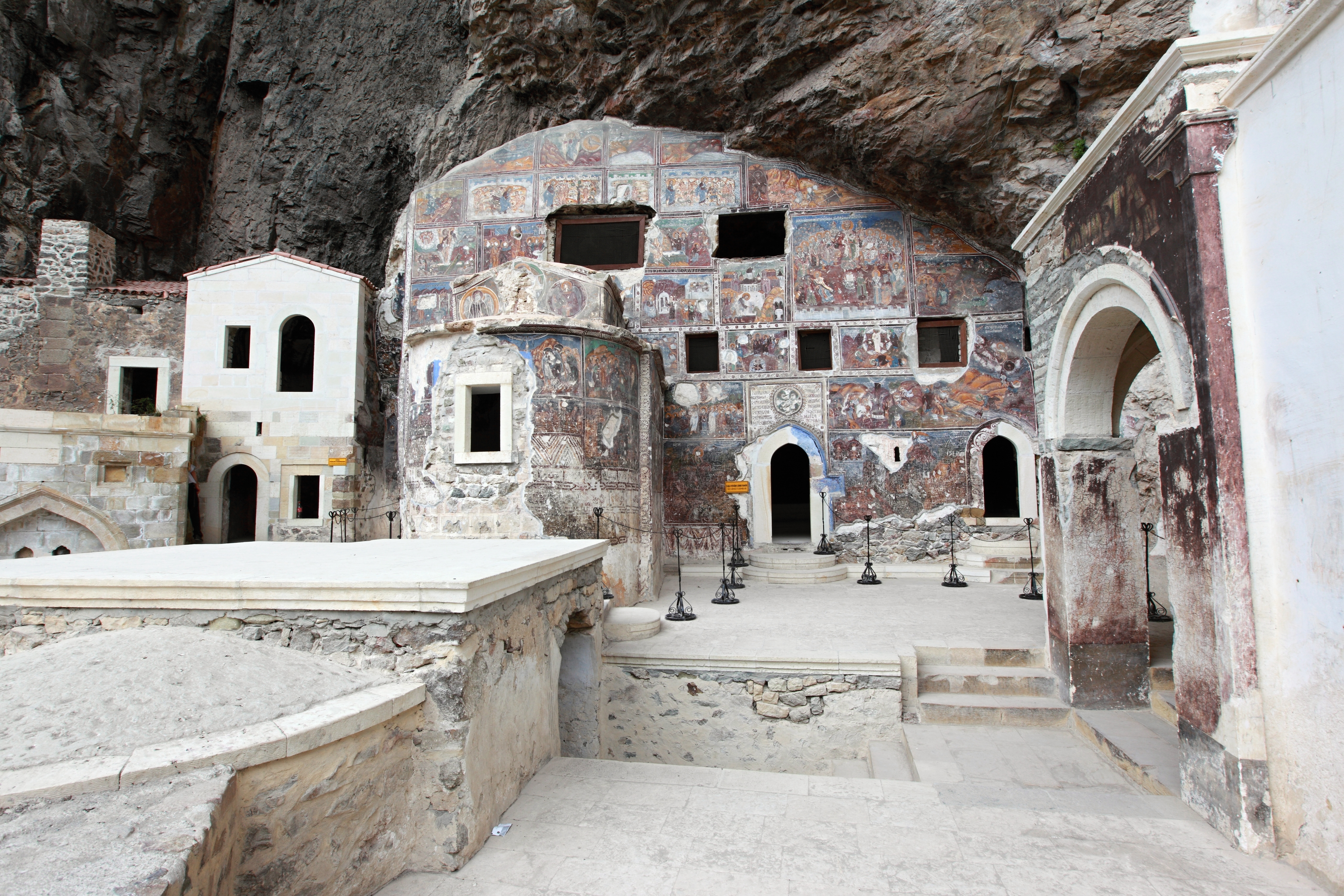
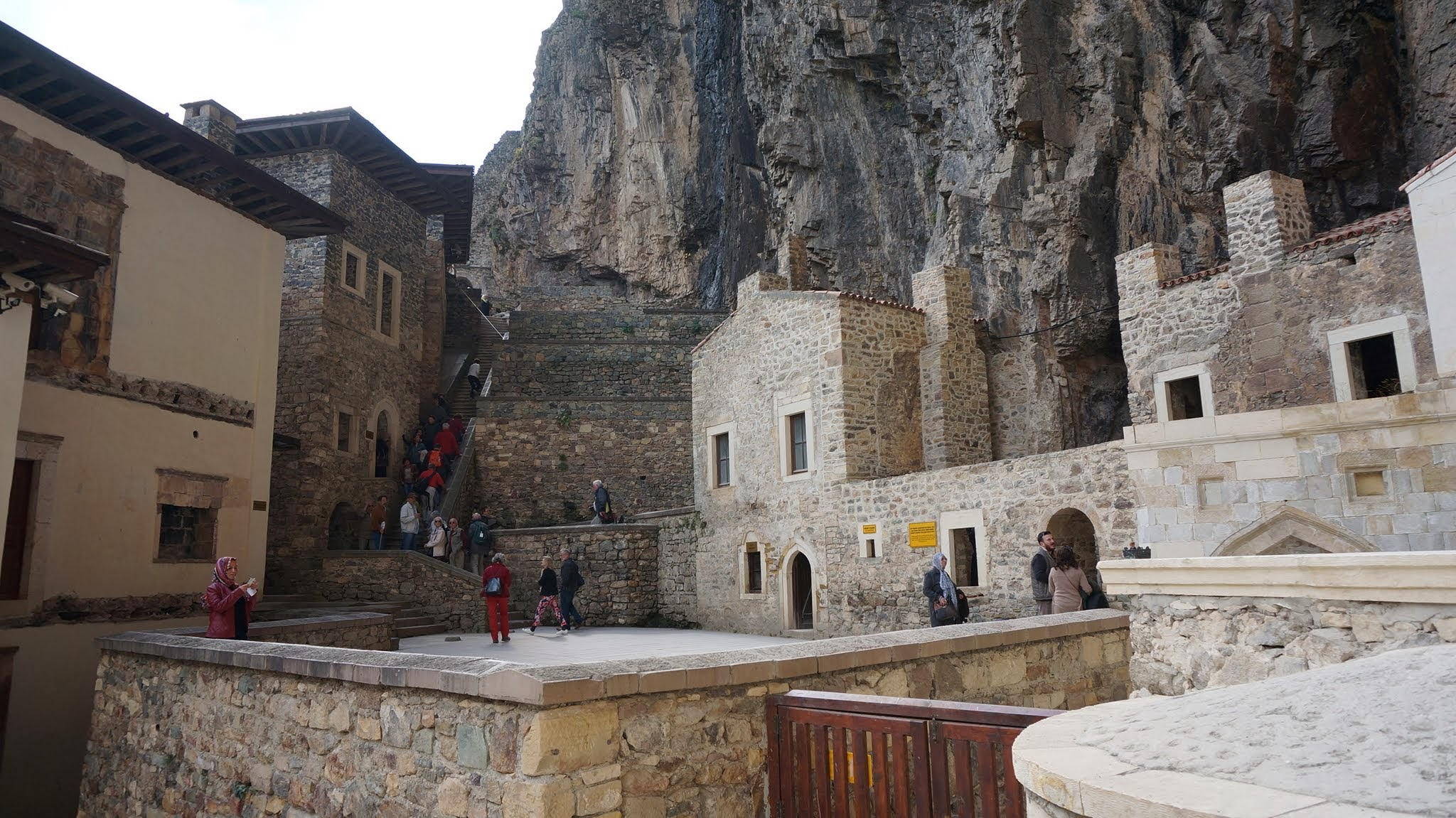
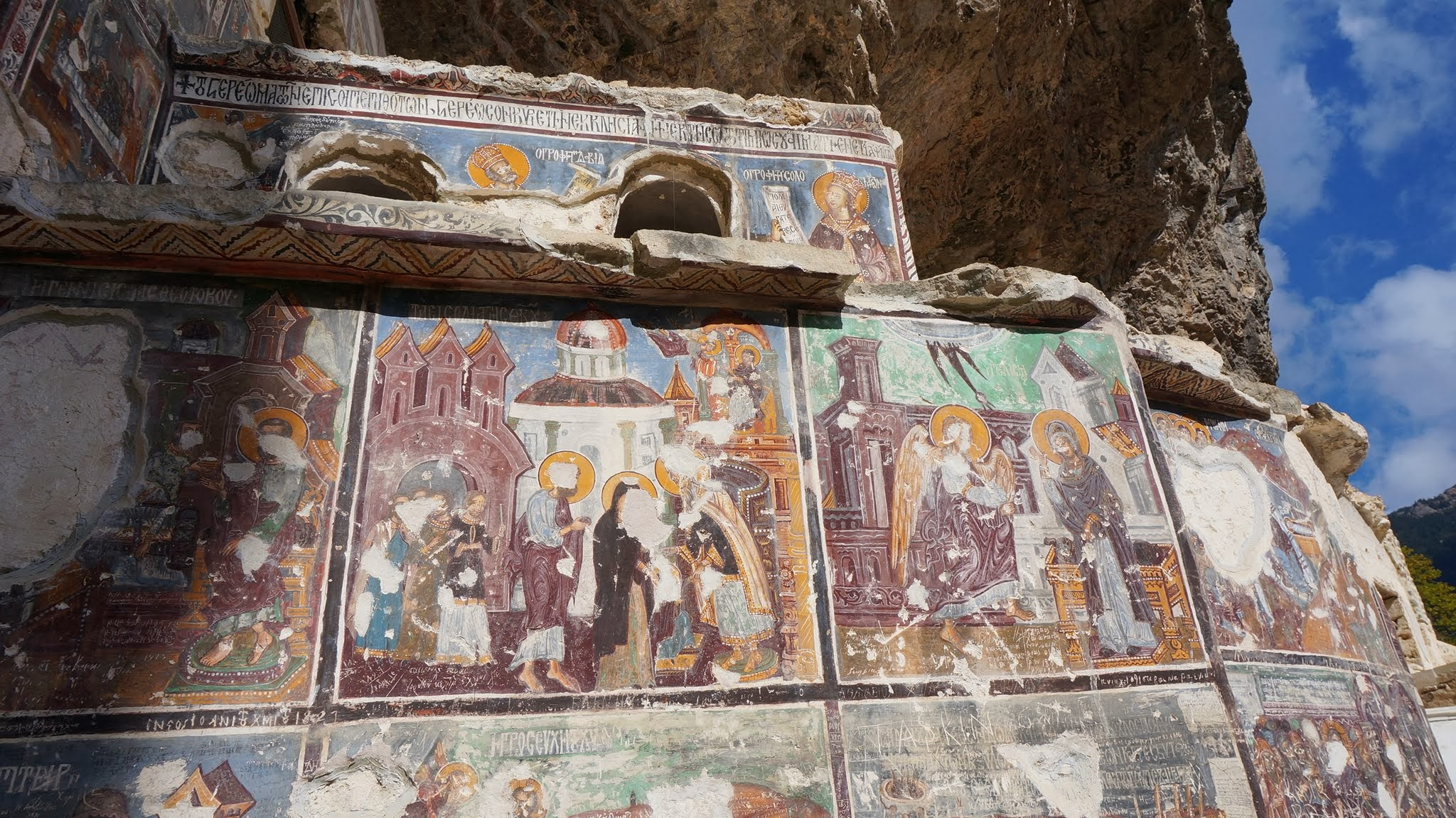
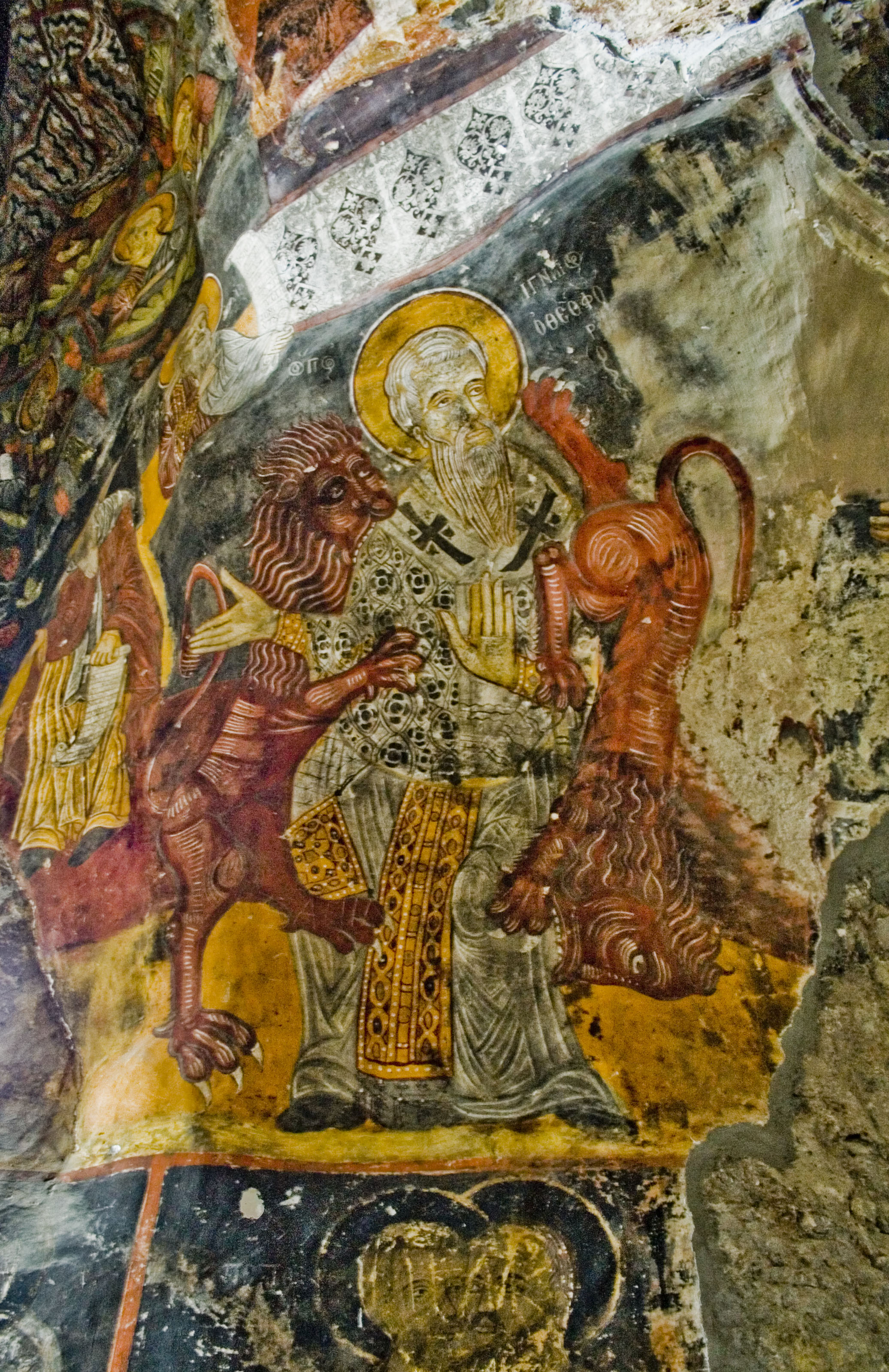
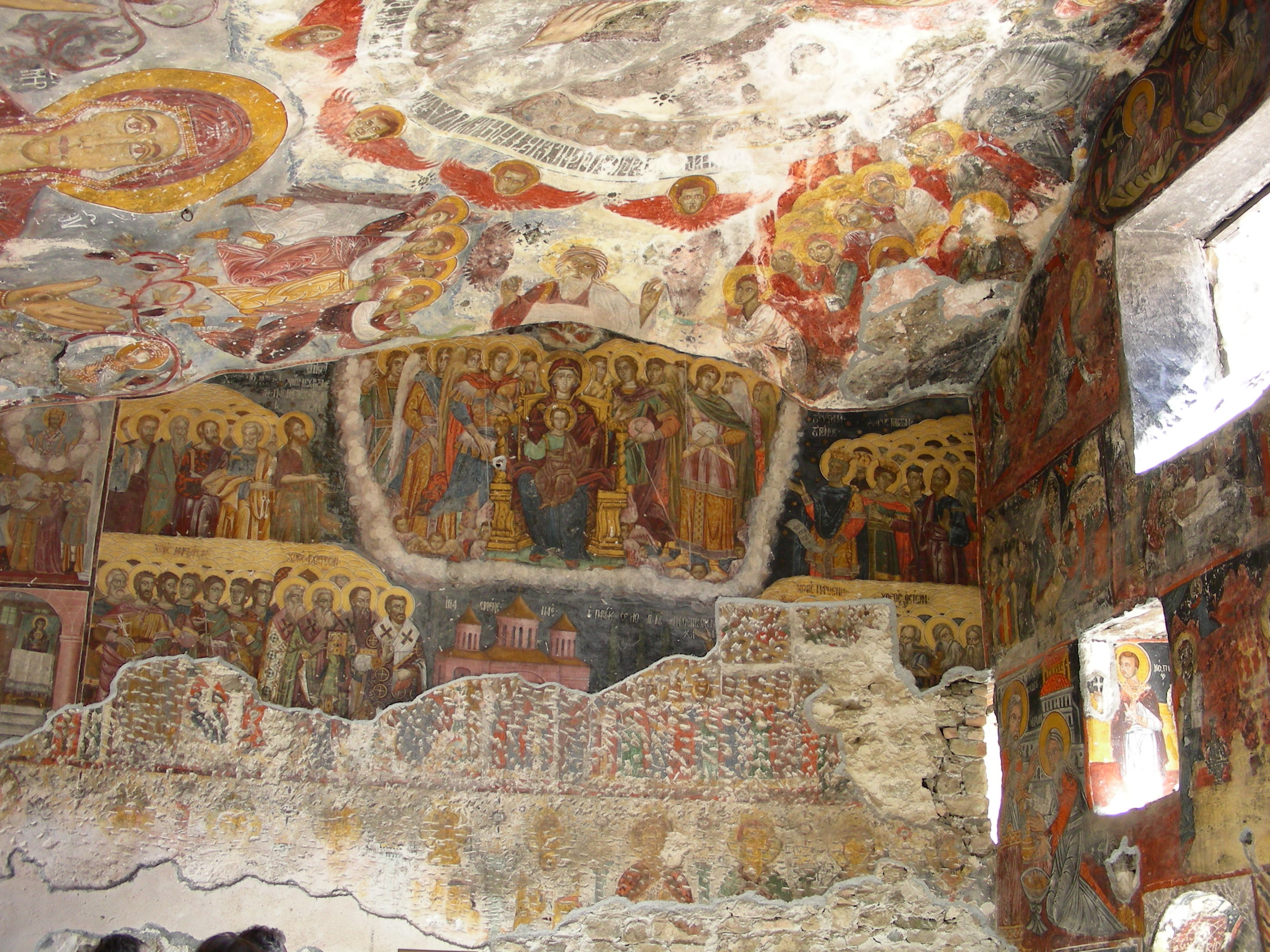
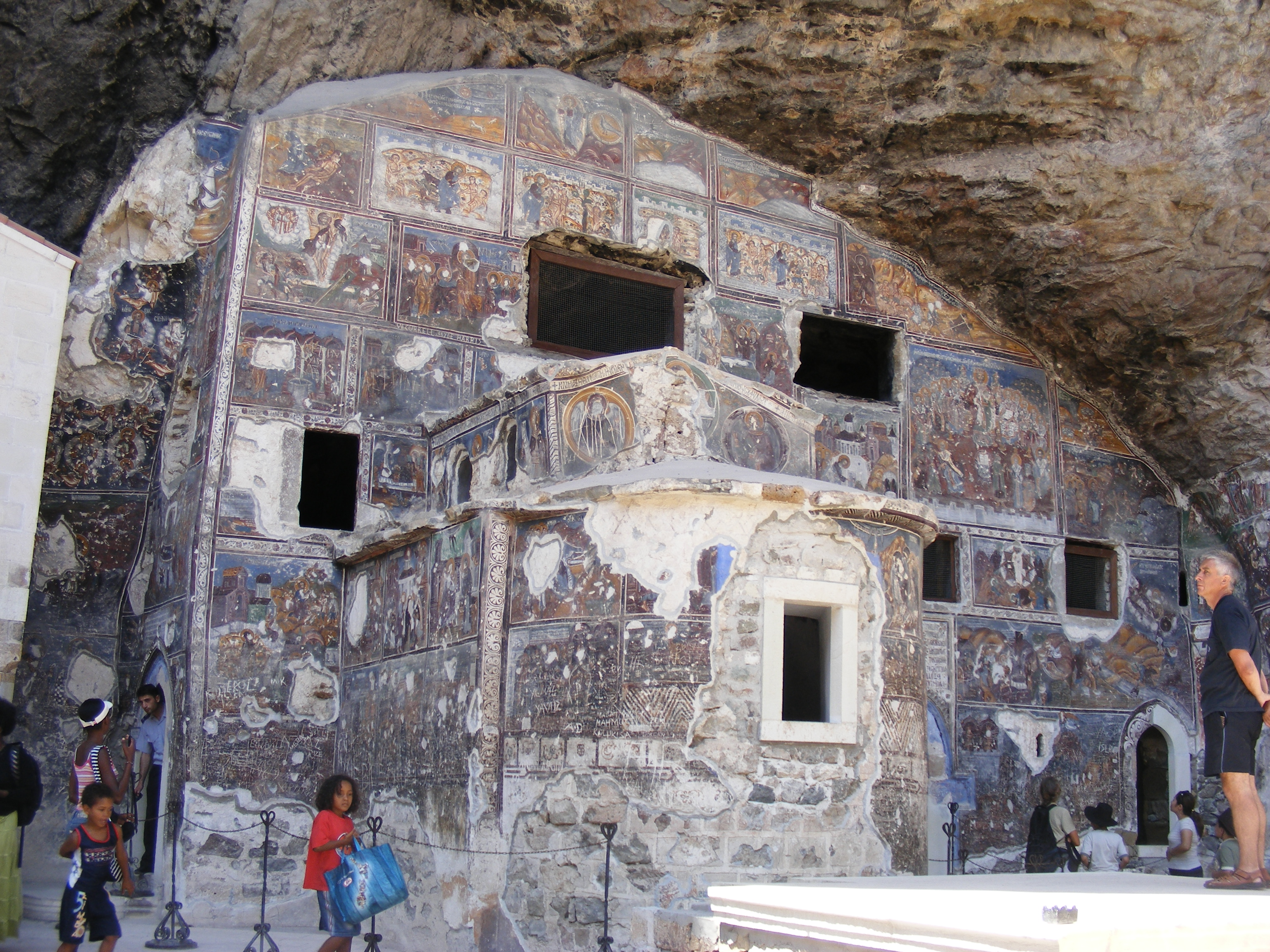
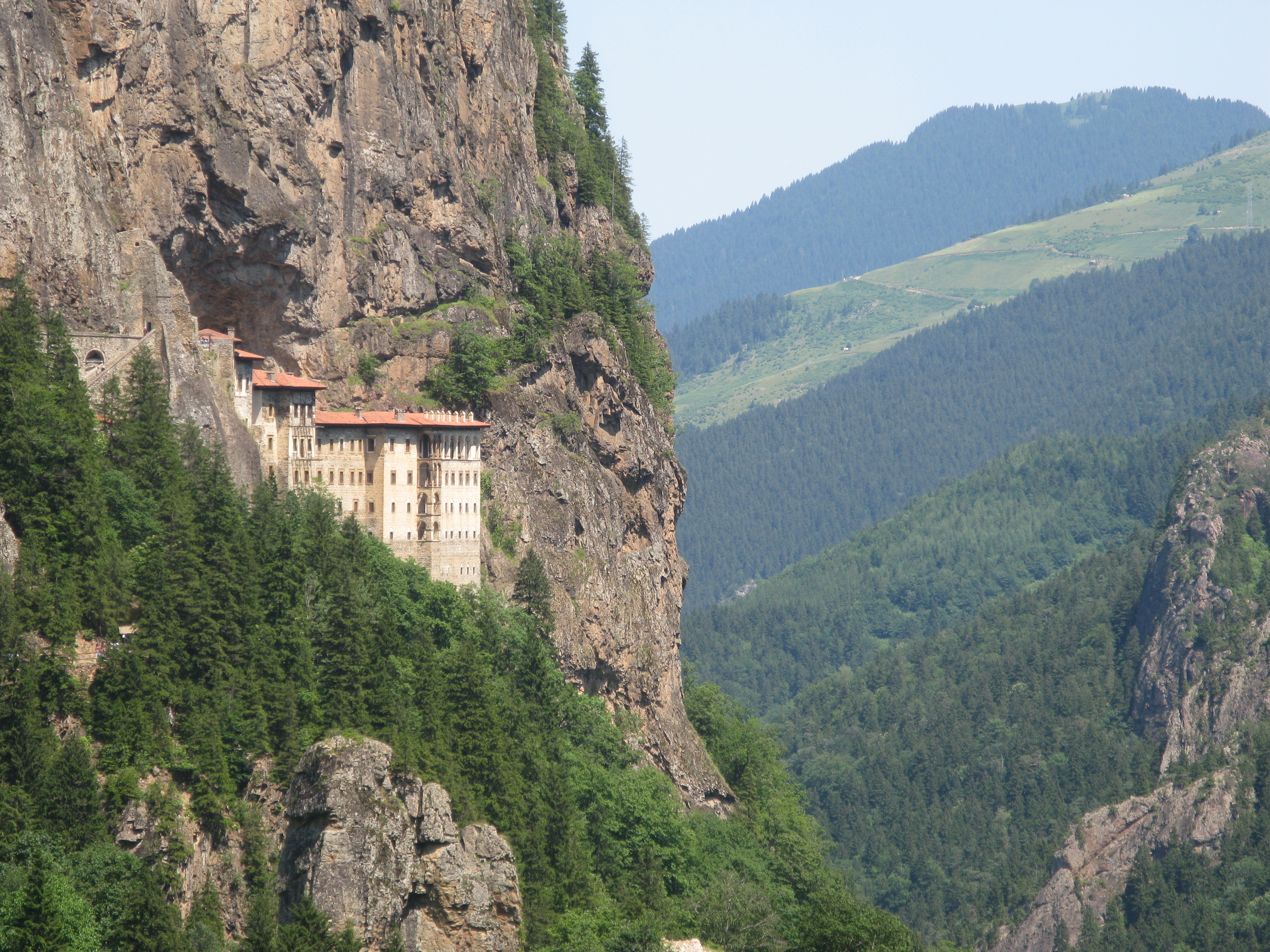
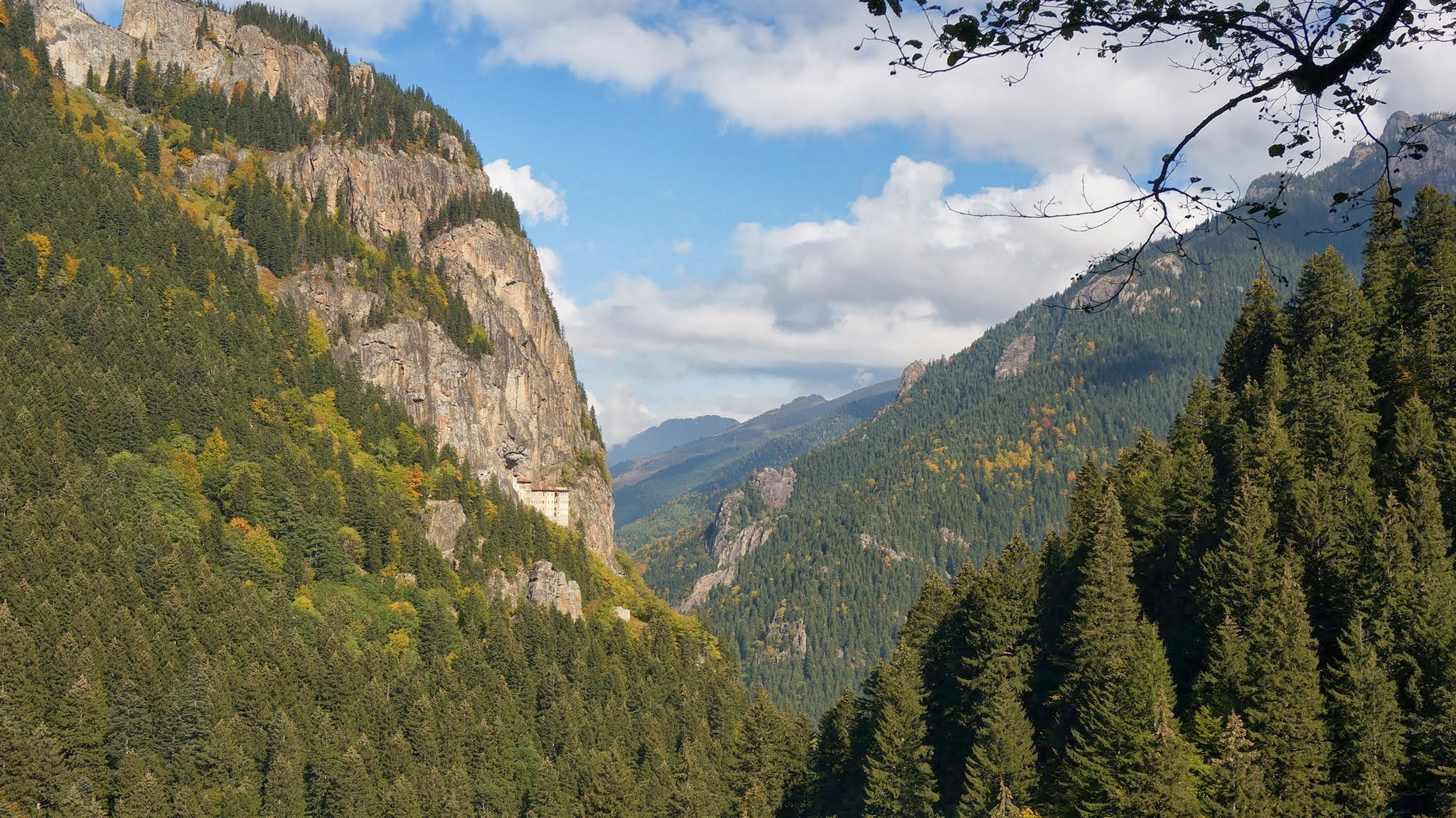
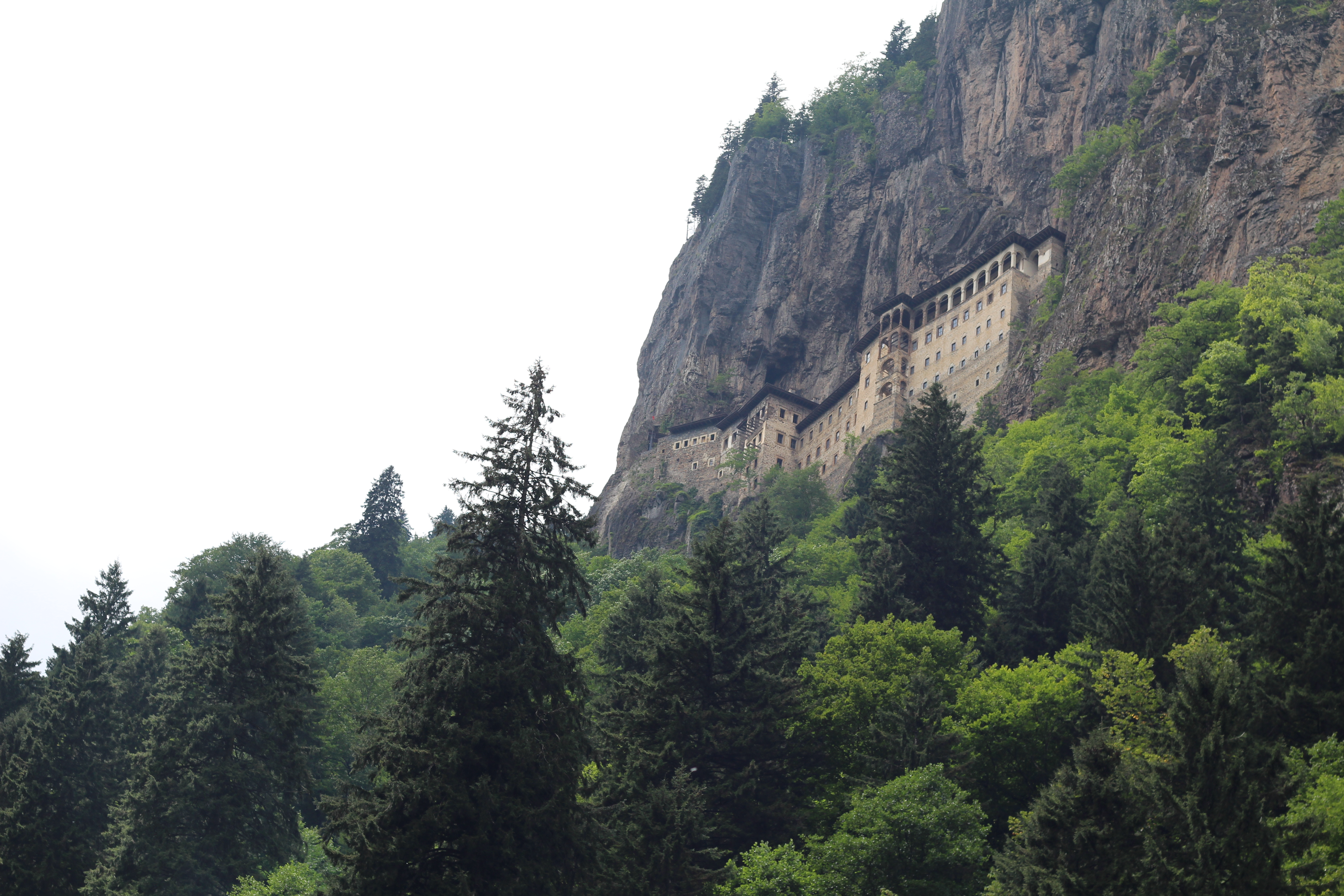
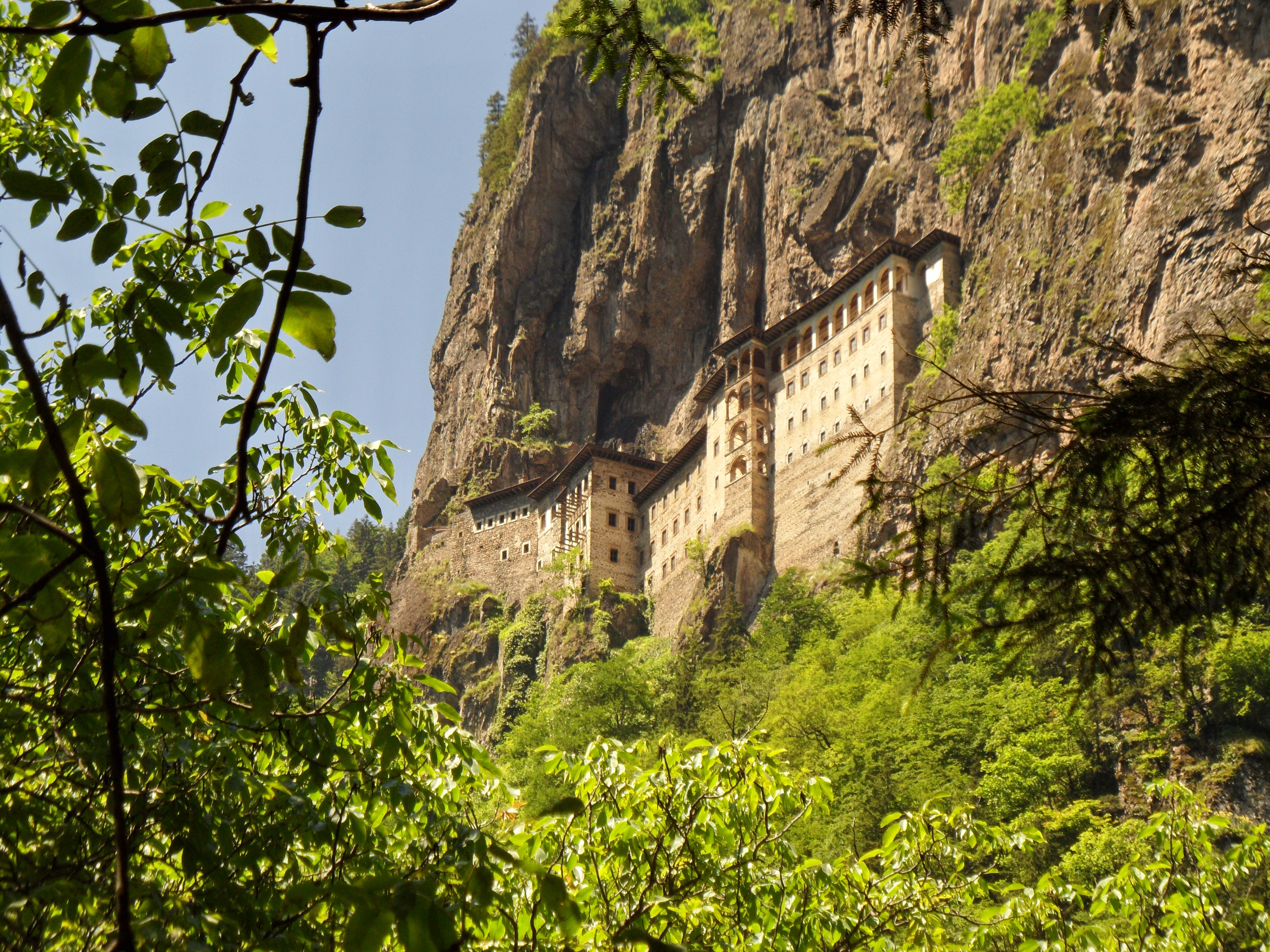
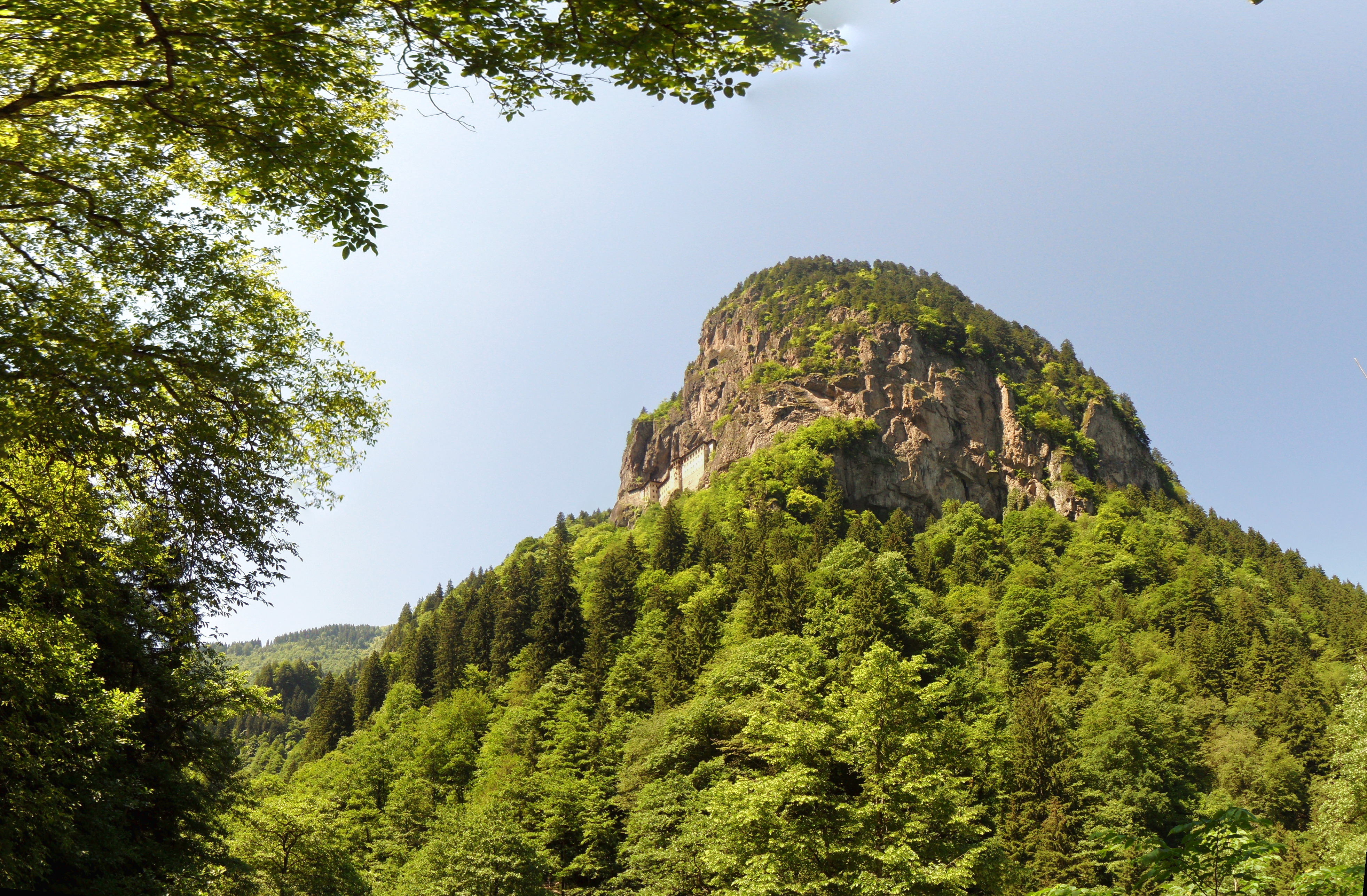